# Achyra affinitalis
Achyra affinitalis là một loài bướm đêm trong họ Crambidae.

## Hình ảnh

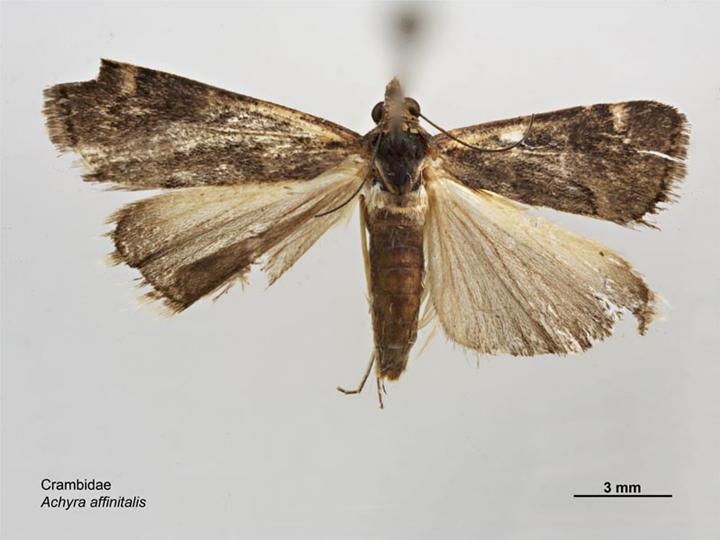
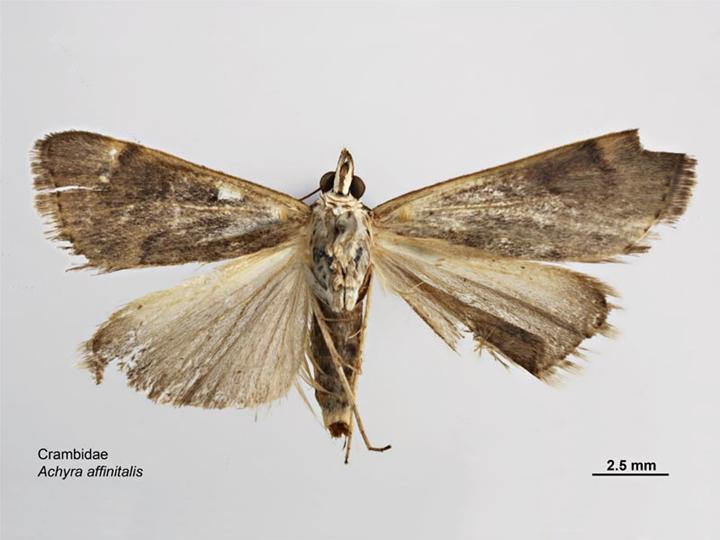